# Help! (pel·lícula)
Help! és una pel·lícula musical britànica de 1965 dirigida per Richard Lester, protagonitzada per The Beatles, amb figurants com Leo McKern, Eleanor Bron, Victor Spinetti, John Bluthal, Roy Kinnear i Patrick Cargill. La segona pel·lícula protagonitzada per The Beatles després de A Hard Day's Night, Help! veu la lluita del grup per protegir Ringo Starr d'un sinistre culte oriental i un parell de científics bojos, els quals estan tots obsessionats a obtenir un anell de sacrifici que li envia una fan. La banda sonora va sortir al mercat com el cinquè àlbum d'estudi de la banda sota el mateix nom.
Help! es va estrenar al London Pavilion Theatre al West End de Londres el 29 de juliol de 1965, en presència de la princesa Margarida, comtessa de Snowdonia i el comte de Snowdonia. Tot i que no es va rebuda en aquell moment amb el mateix nivell d'admiració que la seva primera pel·lícula, a Help! ara se li atribueix la influència en el desenvolupament de vídeos musicals.

## Argument
Un culte oriental (una paròdia del culte Thuggee) està a punt de sacrificar una dona a la seva deessa, Kaili. S'adonen que no porta l'anell de sacrifici, doncs, el Ringo Starr, bateria dels Beatles, té l'anell, enviat a ell per la mateixa víctima a punt de ser sacrificada, que és un fan dels Beatles. Decidit a recuperar l'anell i sacrificar la dona, el cap sacerdot, en Clang, diversos membres de culte i la gran sacerdotessa Ahme marxen a Londres. Després d'intents fallits de robar l'anell sense que en Ringo s'adonés, s'enfronten a ell en un restaurant indi. En Ringo s'assabenta que serà el següent sacrifici si no abandona l'anell. No obstant això, l'anell està encaixat al dit i no pot treure-se'l.
Els Beatles són perseguits per Londres per membres del culte. Després que un joier no pugui treure-li l'anell del dit, la banda recorre als esforços desconcertants d'un científic boig i el seu assistent; quan el seu equip no en pot fer res respecte a l'anell, el científic decideix que d'alguna manera l'ha d'adquirir. L'Amhe arriba al rescat dels Beatles, i intenta encongir el dit d'en Ringo per treure l'anell amb facilitat, però el culte i els científics arriben a la casa de la banda, fent que l'Ahme deixi caure la xeringa en xoc, encongint a en Paul en el seu lloc.
La banda corre cap als Alps austríacs i escapa per poc d'una trampa, gràcies a l'Ahme, que està ajudant secretament als Beatles. Per mantenir-se fora de perill, demanen protecció de Scotland Yard. Estan amagats al palau de Buckingham, evitant per poc ser capturats pel científic. Més tard, en un pub, en Clang posa una trampa per a en Ringo que implica una trapa i un tigre.
Després fugen cap a les Bahames, seguits pels agents de policia, el científic i els membres de culte. Després que en Ringo estigui a punt de ser capturat, la policia que els altres Beatles es facin passar per ell per tal d'atrapar els membres de culte. Malgrat els seus esforços, el científic agafa a en Ringo i l'amaga a bord d'un vaixell on té la intenció de tallar-li el dit per aconseguir l'anell. L'Ahme rescata al Ringo donant al científic una solució de reducció a canvi. Els dos es capbussen a l'oceà per escapar, però en Ringo no pot nedar i són capturats per en Clang i els seus seguidors.
Al final, quan en Ringo està a punt de ser sacrificat a la platja, l'anell de sobte surt. Posa l'anell al dit d'en Clang, que és perseguit pel seu propi culte mentre sona la cançó "Help!".

## Protagonistes
- John Lennon com ell mateix
- Paul McCartney com ell mateix
- George Harrison com ell mateix
- Ringo Starr com ell mateix
- Eleanor Bron com a l'Ahme
- Leo McKern com en Clang
- John Bluthal com en Bhuta
- Patrick Cargill com el Superintendent
- Victor Spinetti com en Foot
- Roy Kinnear com l'Algernon
- Alfie Bass com a porter
- Warren Mitchell com l'Abdul
- Peter Copley com a joier
- Bruce Lacey com a tallagespa
- Durra com la ballerina de la dansa del ventre
- Viviane Ventura com a noia a l'altar sacrificial (sense acreditar)

## Producció
D'acord amb les entrevistes realitzades amb en Paul McCartney, el George Harrison i en Ringo Starr per The Beatles Anthology, el director Richard Lester va rebre un pressupost més gran per a aquesta pel·lícula que el que tenia per A Hard Day's Night, gràcies a l'èxit comercial d'aquest últim. Per tant, aquesta pel·lícula era en color i es va rodar en diverses localitzacions d'ultramar. També se li va donar una partitura musical més extensa que a A Hard Day's Night, proporcionada per una orquestra completa, i que inclogué peces de música clàssica ben coneguda: Lohengrin de Wagner, Preludi de l'acte III, Obertura 1812 de Txaikovski, Novena Simfonia de Beethoven ("Oda a l'alegria"), i, durant els crèdits finals i amb la seva pròpia interpretació vocal còmica, l'obertura d'Il barbiere di Siviglia de Rossini.
Help! es va rodar a Londres, Salisbury Plain, els Alps austríacs, Nova Providència i les Illes Paradies a les Bahames, i Twickenham Film Studios, començant a les Bahames el 23 de febrer de 1965. En Ringo Starr va comentar a The Beatles Anthology que estaven a les Bahames per a les escenes del clima càlid i, per tant, havien de portar roba lleugera tot i feia bastant de fred.
Les escenes d'esquí es van rodar a Obertauern, un petit poble d'Àustria. Una de les raons per les quals es va escollir aquesta ubicació va ser que les estrelles de la pel·lícula tenien menys probabilitats de ser reconegudes allà que en un dels ressorts d'esquí més grans amb molts turistes britànics. Els Beatles van estar a Obertauern durant unes dues setmanes al març de 1965, juntament amb un equip de pel·lícules d'unes 60 persones.
Els Beatles no van gaudir particularment filmant Help!, ni estaven satisfets amb el producte final. El 1970, John Lennon va dir que se sentien extres en la seva pròpia pel·lícula:
| « | La pel·lícula estava fora del nostre control. Amb A Hard Day's Night, vam fer moltes aportacions, i va ser semirealista. Però amb Help!, Dick Lester no ens va dir de què es tractava. | » |

Deu anys més tard, Lennon era més caritatiu:
| « | M'adono, mirant enrere, que avançada era. Va ser una precursora del Batman "Pow! A la televisió, aquest tipus de coses. Però [Lester] mai ens ho va explicar. En part, potser, perquè no havíem passat molt de temps junts entre A Hard Day's Night i Help! i en part perquè estàvem fumant marihuana per esmorzar durant aquest període. Ningú podia comunicar-se amb nosaltres, tots eren ulls esmaltats i riure tot el temps. En el nostre propi món. És com estar sense fer res la major part del temps, però encara havent de llevar-nos a les 7 del matí, així que ens avorrim. | » |

## Cançons
Les cançons que sonen al llarg de la pel·lícula són:
- "Help!"
- "You're Going to Lose That Girl"
- "You've Got to Hide Your Love Away"
- "Ticket to Ride"
- "I Need You"
- "The Night Before" (intercalada amb fragments de "She's A Woman", amb una explosió al final no escoltada en els enregistraments comercials dels Beatles. També tocat com a instrumental)
- "Another Girl"
- "She's a Woman" (escoltat al fons, en una màquina de cinta, i sota terra a l'escena de Salisbury Plain)
- "A Hard Day's Night" titulat a l'àlbum de la banda sonora dels Estats Units com "Another Hard Day's Night" (interpretat per músics indis i com un musical instrumental que comprèn "A Hard Day's Night", "Can't Buy Me Love" i "I Should Have Known Better")
- "I'm Happy Just to Dance with You"
- "You Can't Do That"
- "From Me to You" titulat a l'àlbum de la banda sonora dels Estats Units com "From Me to You Fantasy"